# Lennart Breitholtz
Lennart Gunnar Breitholtz, född 8 december 1909 i Vena församling, Kalmar län, död 27 maj 1998 i Annedals församling Göteborg, var en svensk litteraturhistoriker och författare. Breitholtz är författare till ett par standardverk inom litteraturvetenskapen.
Lennart Breitholtz blev fil.dr vid Uppsala universitet 1944 med avhandlingen Våra första fransk-klassiska dramer: Celsius’ Ingeborg och Dalins Brynhilda; docent där 1949–1960; professor i litteraturhistoria med poetik vid Göteborgs universitet 1960–1975. 
Han tilldelades av Svenska Akademien det Zibetska priset för studier i gustaviansk litteraturhistoria 1964 och Schückska priset 1976. 1974 utkom en festskrift till Breitholtz, Text och teater.
Breitholtz var ledamot av styrelsen för Statens skola för scenisk utbildning i Göteborg 1964–1967 samt av Kungl. Vitterhets Historie- och Antikvitets Akademien (invald 1975). 
Framför allt har Breitholtz namn blivit förknippat med det litteraturhistoriska standardverket Epoker och diktare I-II, som han var redaktör till och vilkens första utgåva utkom 1971–1972. På svenska har den utgivits i tre upplagor, och har även översatts till norska. 18-bandsantologin Litteraturens klassiker är ytterligare ett standardverk han utgivit.
Lennart Breitholtz är gravsatt i minneslunden på Västra kyrkogården i Göteborg.